# اچ‌ام‌اس کایت (یو۸۷)
اچ‌ام‌اس کایت (یو۸۷) (به انگلیسی: HMS Kite (U87)) یک زیردریایی بود که طول آن ۲۹۹ فوت ۶ اینچ (۹۱٫۲۹ متر) بود. این زیردریایی در سال ۱۹۴۲ ساخته شد.